# Hauptbahnhof metróállomás (München)
A müncheni Hauptbahnhof metróállomás Németországban, a bajor fővárosban, a müncheni metró U1-es, U2-es, U4-es, U5-ös, U7-es és U8-as metróvonalainak kereszteződésében található. Az U1-es, U2-es, U7-es, U8-as állomását 1980-ban adták át, az U4-es, U5-ös állomását pedig 1984-ben.

## Kapcsolódó állomások
A metróállomáshoz az alábbi állomások vannak a legközelebb:
- Stiglmaierplatz (Olympia-Einkaufszentrum, U1)
- Sendlinger Tor (Messestadt Ost, U2)
- Theresienwiese (Westendstraße, U4)
- Karlsplatz (Stachus) (Arabellapark, U4)
- Königsplatz (Feldmoching, U2)
- Karlsplatz (Stachus) (Bahnhof München-Neuperlach Süd, U5)
- Sendlinger Tor (Neuperlach Zentrum, U7)
- Sendlinger Tor (Mangfallplatz, U1)
- Theresienwiese (Laimer Platz, U5)
- Stiglmaierplatz (Olympia-Einkaufszentrum, U7)
- Königsplatz (Olympiazentrum, U8)
- Sendlinger Tor (Neuperlach Zentrum, U8)

## Útvonal
| Vonal | Állomások |
| ----- | --- |
| U1    | Olympia-Einkaufszentrum – Georg-Brauchle-Ring – Westfriedhof – Gern – Rotkreuzplatz – Maillingerstraße – Stiglmaierplatz – Hauptbahnhof – Sendlinger Tor – Fraunhoferstraße – Kolumbusplatz – Candidplatz – Wettersteinplatz – St.-Quirin-Platz – Mangfallplatz |
| U2    | Feldmoching – Hasenbergl – Dülferstraße – Harthof – Am Hart – Frankfurter Ring – Milbertshofen – Scheidplatz – Hohenzollernplatz – Josephsplatz – Theresienstraße – Königsplatz – Hauptbahnhof – Sendlinger Tor – Fraunhoferstraße – Kolumbusplatz – Silberhornstraße – Untersbergstraße – Giesing – Karl-Preis-Platz – Innsbrucker Ring – Josephsburg – Kreillerstraße – Trudering – Moosfeld – Messestadt West – Messestadt Ost |
| U4    | Westendstraße – Heimeranplatz – Schwanthalerhöhe – Theresienwiese – Hauptbahnhof – Karlsplatz (Stachus) – Odeonsplatz – Lehel – Max-Weber-Platz – Prinzregentenplatz – Böhmerwaldplatz – Richard-Strauss-Straße – Arabellapark |
| U5    | Laimer Platz – Friedenheimer Straße – Westendstraße – Heimeranplatz – Schwanthalerhöhe – Theresienwiese – Hauptbahnhof – Karlsplatz (Stachus) – Odeonsplatz – Lehel – Max-Weber-Platz – Ostbahnhof – Innsbrucker Ring – Michaelibad – Quiddestraße – Neuperlach Zentrum – Therese-Giehse-Allee – Neuperlach Süd |
| U7    | Olympia-Einkaufszentrum – Georg-Brauchle-Ring – Westfriedhof – Gern – Rotkreuzplatz – Maillingerstraße – Stiglmaierplatz – Hauptbahnhof – Sendlinger Tor – Fraunhoferstraße – Kolumbusplatz – Silberhornstraße – Untersbergstraße – Giesing – Karl-Preis-Platz – Innsbrucker Ring – Michaelibad – Quiddestraße – Neuperlach Zentrum                                                                                               |
| U8    | csak szombaton: Olympiazentrum – Petuelring – Scheidplatz – Hohenzollernplatz – Josephsplatz – Theresienstraße – Königsplatz – Hauptbahnhof – Sendlinger Tor – Fraunhoferstraße – Kolumbusplatz – Silberhornstraße – Untersbergstraße – Giesing – Karl-Preis-Platz – Innsbrucker Ring – Michaelibad – Quiddestraße – Neuperlach Zentrum                                                                                           |

## Átszállási kapcsolatok
| Állomás      | Átszállási kapcsolatok                                          |
| ------------ | --------------------------------------------------------------- |
| Hauptbahnhof | München Hauptbahnhof , Bayerische Oberlandbahn , 58 , 100 , 150 |